# مديرية السياني
مديرية السياني إحدى مديريات محافظة إب في وسط اليمن. بلغ عدد سكانها 110515 نسمة عام 2004.

## أعلام
- زيد مطيع دماج